# Gnathophyllidae
Gnathophyllidae is een familie van kreeftachtigen uit de klasse van de Malacostraca (hogere kreeftachtigen).

## Geslachten
- Gnathophylleptum d'Udekem d'Acoz, 2001
- Gnathophylloides Schmitt, 1933
- Gnathophyllum Latreille, 1819
- Levicaris Bruce, 1973
- Pycnocaris Bruce, 1972